# داني دير
داني دير (بالإنجليزية: Danny Dare)‏ هو مصمم رقص ومخرج أمريكي، ولد في 20 مارس 1905، وتوفي في 20 نوفمبر 1996.

## وصلات خارجية
- داني دير على موقع IMDb (الإنجليزية)
- داني دير على موقع ألو سيني (الفرنسية)
- داني دير على موقع أول موفي (الإنجليزية)
- داني دير على موقع قاعدة بيانات برودواي على الإنترنت (الإنجليزية)
- داني دير على موقع قاعدة بيانات برودواي على الإنترنت (الإنجليزية)
- داني دير على موقع قاعدة بيانات الأفلام السويدية (السويدية)
- داني دير على موقع قاعدة بيانات الفيلم (الإنجليزية)
- داني دير على موقع كينوبويسك (الروسية)